# Yesterday (filme de 2004)
Yesterday (mesmo título no Brasil) é um filme sul-africano de 2004, do gênero drama, dirigido por Darrell Roodt.
Foi indicado ao Oscar de melhor filme estrangeiro na edição de 2005, representando a África do Sul, perdendo para o espanhol Mar Adentro.

## Elenco
- Kenneth Khambula - John Khumalo
- Leleti Khumalo - Yesterday
- Harriet Lenabe
- Lihle Mvelase
- Camilla Walker